# Найвищий клас футбольної ліги Північної Кореї
Найвищий клас футбольної ліги Північної Кореї (кор. 조선민주주주의인민공화국 1부류 축구련맹전) — найвища футбольна ліга КНДР, що була заснована в 1960 році. Проводиться під егідою Футбольної асоціації Північної Кореї.

## Історія
Футбольний чемпіонат в КНДР почав проводитись з 1960 року, проте до 1984 року включно чемпіони турніру невідомі. Першим відомим чемпіоном є клуб «25 квітня», що виграв турнір 1985 року і наразі є найтитулованішим клубом КНДР.
Через загальне небажання північнокорейської футбольної системи дотримуватися загальних правил трансферів гравців у світі та через політичну систему країни, переможці чемпіонату КНДР тривалий час не брали участь в жодному змаганні в рамках Азійської футбольної конфедерації. Вперше клуби КНДР зіграли на континентальному турнірі у 2014 році — клуб «Рімьонсу» зіграв на Кубок президента АФК, дійшовши до фіналу турніру. Тим не менше з наступного сезону турнір було скасовано і північнокорейські команди знову перестали виступати на міжнародних змаганнях. Лише через три роки у Кубку АФК 2017 клуби КНДР повернулись до змагань під егідою АФК, ними стали «25 квітня» та «Кігванчха».

## Чемпіони
| - 1960-1984: немає даних - 1985: «25 квітня» - 1986: «25 квітня» - 1987: «25 квітня» - 1988: «25 квітня» - 1989: «Чхандончжа» - 1990: «25 квітня» - 1991: «Пхеньян» - 1992: «25 квітня» - 1993: «25 квітня» - 1994: «25 квітня» - 1995: «25 квітня» | - 1996: «Кігванчха» - 1997: «Кігванчха» - 1998: «Кігванчха» - 1999: «Кігванчха» - 2000: «Кігванчха» - 2001: «Амноккан» - 2002: «25 квітня» - 2003: «25 квітня» - 2004: «Пхеньян» - 2005: «Пхеньян» - 2006: «Амноккан» - 2007: «Пхеньян» | - 2008: «Амноккан» - 2009: «Пхеньян» - 2010: «25 квітня» - 2011: «25 квітня» - 2012: немає даних - 2013: «25 квітня» - 2014: «Хвепуль» - 2015: «25 квітня» - 2016: «Хвепуль» - 2017: «25 квітня» |